# Космически център Учиноура
Космическият център Учиноура (内之浦宇宙空間観測所, по английската Система на Хепбърн Uchinoura) е съоръжение за изстрелване на ракети в космоса, намиращо се край японския град Учиноура в префектурата Кагошима. Преди основаването на ДЖАКСА през 2003 г., се нарича Космически център Кагошима. Всички научни японски сателити са изстрелвани оттук преди изваждането на ракетата М-V от употреба. Освен това центърът разполага с антени за комуникации с междупланетни апарати.